# Canthidium thalassinum
Canthidium thalassinum là một loài bọ cánh cứng trong họ Bọ hung (Scarabaeidae).